# Mastigosciadium hysteranthum
Mastigosciadium hysteranthum är en flockblommig växtart som beskrevs av Karl Heinz Rechinger och Kuber. Mastigosciadium hysteranthum ingår i släktet Mastigosciadium och familjen flockblommiga växter. Inga underarter finns listade i Catalogue of Life.